# Accuboormachine

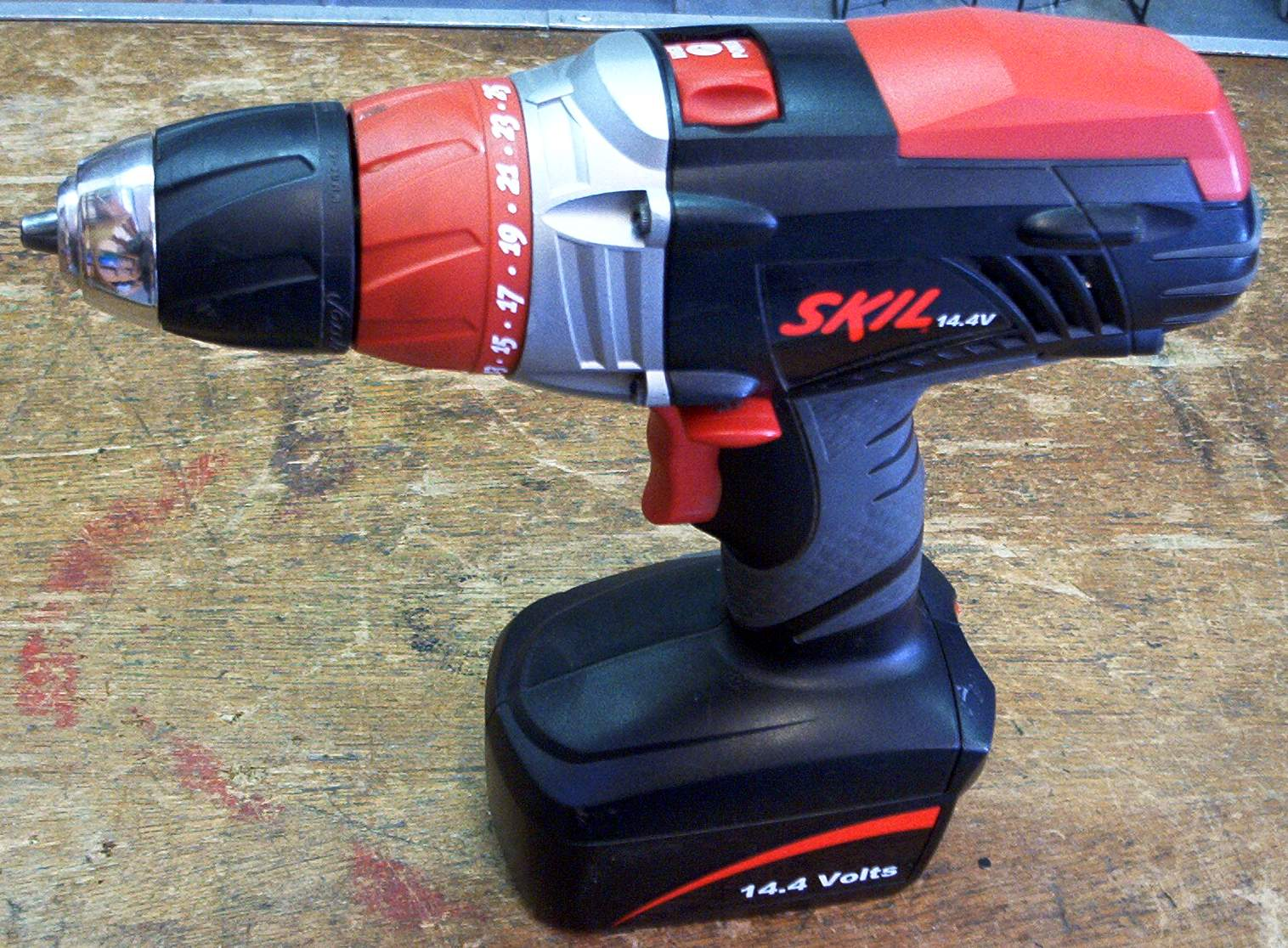
Moderne accu boor- en schroefmachine.

De accuboormachine is een elektrisch aangedreven gereedschap, dat zijn energie krijgt van een accu. De machine kan worden gebruikt als schroevendraaier en ook als lichte boormachine. Het voordeel hiervan is dat er geboord kan worden zonder last van snoeren. Daarom zijn ze zeer geschikt voor gebruik op een ladder of trap. Ook is er dan geen stopcontact nodig, zodat het bereik groter is. Om in steen te boren, zijn de meeste echter duidelijk minder geschikt. Als er in steen geboord moet worden en er is geen stopcontact voorhanden kan beter een boorhamer worden gebruikt die op een accu werkt of aangesloten wordt op een aggregaat.
De meeste accuschroevendraaiers hebben een snelspankop als boorhouder, waarin een bithouder kan worden bevestigd, zodat zonder gereedschap snel verschillende schroefbits kunnen worden geplaatst. Achter de kop is meestal een af te stellen slipkoppeling aangebracht. Daarbij staat een verdeling met cijfers. Deze cijfers geven een indicatie van het maximale koppel waarmee men wil werken. Hiermee kan men instellen met hoeveel kracht een schroef ingedraaid wordt.
Het af te stellen koppel is afhankelijk van:
- de afmeting van de in te draaien schroef
- de hardheid van de ondergrond
- de hardheid van het te bevestigen onderdeel of materiaal.

De slipkoppeling kan ook zo worden gesteld dat hij niet kan slippen. Dit wordt meestal aangegeven met het symbool van een spiraalboortje. Deze stand wordt gebruikt als de machine als boormachine wordt gebruikt.
De accu kan doorgaans ook worden uitgenomen zodat deze kan worden opgeladen in een aparte lader. Deze lader wordt met de boormachine meegeleverd of dient apart te worden gekocht. Als er dagelijks mee gewerkt wordt is het handig om twee accu's te hebben: één in de machine en één in de oplader. De oplader kan als er geen stopcontact in de buurt is aangesloten worden op een aggregaat om te voorkomen dat de accu's als gevolg hiervan leegraken bij langdurig gebruik. 